# Бігунець сомалійський
Бігунець сомалійський (Cursorius somalensis) — вид сивкоподібних птахів родини дерихвостових (Glareolidae).

## Поширення
Вид поширений в Східній Африці. Трапляється в Сомалі, Джибуті, на півночі Кенії, сході Ефіопії та південному сході Південного Судану. Мешкає у відкритих біотопах з невисокими чагарниками.

## Опис
Птах завдовжки до 21 см. Оперення рівномірно коричневого кольору, на нижніх частинах тіла світліше. Махові пера чорні. За очима по шиї проходить чорна та біла смуги.

## Спосіб життя
Живе у відкритих місцевостях з невисокою рослинністю. Наземний птах. Живляться комахами, рідше насінням.